# Ризький державний театр оперети
Ризький державний театр оперети — музичний театр, який працював в Ризі з 1945 по 1993.

## Історія театру
Театр був створений в 1945. На момент створення носив назву Робочий театр Латвійської центральної ради профспілок і поєднував музичні і драматичні постановки. З 1946 називався Державним театром музичної комедії в репертуарі якого залишилися тільки музичні спектаклі.
Спочатку розміщувався в будівлі на вулиці Сарканарміяс, 10 (сьогоднішня вул. Брунініеку). На відкритті театру 9 лютого 1945 була показана п'єса Віліса Лациса «Невістка».
У 1964 перейменовується в Ризький державний театр оперети. Крім оперет, театр ставив опери, водевілі, мюзикли, зонг-опери. Важливим компонентом сучасного музичного спектаклю в кінці шістдесятих років ставати хореографічна складова.
У театрі працювали латиська та російська трупи, кожна з якої мала в своєму складі яскравих і талановитих виконавців.
У 1992, після підписання договору про реорганізацію, Ризький театр оперети припинив існування.

## Головні режисери театру
- 1963—1978 — Волдемар Пуце]]
- 1978—1989 — Карліс Памше
- 1989—1993 — Ольґертс Дункерс

## Головні диригенти театру
- 1946—1962 — Т. Веші
- 1963—1974 — Менделіс Баш
- 1974—1992 — Яніс Кайякс

## Головні балетмейстери театру
- 1951—1956 — Хелена Тангіева-Бірзніеце
- 1965—1992 — Яніна Панкратов

## Трупа театру
Солісти-вокалісти:
- Баяра Айна
- Бочкун Микола
- Вердіньш М.
- Вілгерте Ю.
- Глєбова Жанна
- Звея Едгарс
- Зірдзіньш В.
- Зірдзіня М.
- Калнакаркле І.
- Кепе Рамонс
- Кисельова А.
- Кожикова Альбіна
- Кресліньш Екабс
- Креслін А.
- Курзіна Л.
- Любій Дзінтра
- Місіньш Харій
- Озеров А.
- Пупшто З.
- Пучка Юріс
- Ракстіньш Вілніс
- Римар Л.
- Рушков Вілхелмсен
- Сніедзе Лілія
- Соловйов М.
- Спановський Інта
- Штейнбергс К.
- Штейнберга Р.

Диригент:
| - Едгарс Тонс]] | - Гунарс Орделовскіс |

Режисери:
| - Рудольф Балтайсвілкс | - Ірина Лієпа | - А. Стемпс | - Арнолдс Буровс |

## Деякі постановки минулих років
- 1950 — «Гаспарон» Карла Міллекера
- 1952 — «Трембіта»  Юрій Мілютін
- 1952 — «Кажан» Йоганна Штрауса (сина)
- 1954 — «В краю блакитних озер» Арвида Жілінскіса
- 1954 — «Блакитний гусар» Миколи Рахманова
- 1955 — «Шість маленьких барабанщиків» Арвида Жілінскіса
- 1956 — «Квітка Гаваїв» Пала Абрахама
- 1956 — «Сільва» Імре Кальмана
- 1958 — «Коли Адам у відпустці» Миколи Золотоносов
- 1959 — «Кливия» Н. Досталя
- 1960 — «Птахи без моря» Д. Раманіса і А. Крукліса
- 1963 — «Аннель» Е. Ігенбергі
- 1964 — «Хлопці бурштинового берега» Арвида Жілінскіса
- 1968 — «Купальниця Сюзанна» Гунара Орделовскіса
- 1970 — «Таємниця червоного мармуру» Арвида Жілінскіса
- 1970 — «Хліб-сіль на картопляні вулиці» Г. Раманса
- 1971 — «Пограбування опівночі» В.Мітровіча
- 1975 — «З підсолодженою пляшки» Імантса Калниньша за п'єсою Рудольфа Блауманіса
- 1976 — «Третій син батька» Яніса Кайякса
- 1976 — «Тоді в Севільї» С.Альошина
- 1976 — «Віденський вальс» В.Пуце
- 1979 — «Сестра Керрі» Раймонда Паулса за романом Теодора Драйзера
- 1981 — «Ще труба в похід кличе» Яніса Кайякса
- 1982 — «А ну, хлопці!» Раймонда Паулса